# Can Gou
|  | Per a altres significats, vegeu «torre de Can Gou». |

Can Gou és un habitatge dins del nucli urbà de la població de Camallera (l'Alt Empordà), a la banda nord del terme, al Carrer del Raval. Obra modernista de caràcter popular, construïda l'any 1926, com ho testimonia la data que presenta al plafó que corona la teulada.
Edifici entre mitgeres de planta rectangular, amb jardí posterior. Està format per dos cossos adossats, l'habitatge i un edifici annex, ambdós amb les cobertes de dues vessants. L'edifici principal està distribuït en planta baixa i dos pisos, mentre que el cos annex és d'una sola planta. Les obertures de la planta baixa i del primer pis són d'arc rebaixat bastit amb maons, amb una motllura decorativa a l'intradós i un plafó de ceràmica vidrada blava i blanca a manera de llinda. A la planta baixa hi ha tres grans portals d'arc rebaixat, un d'ells tapiat. Al primer pis hi ha un balcó corregut amb llosana motllurada i tres finestrals de sortida. Al centre presenta una estructura a manera de tribuna oberta, que enllaça amb el balcó exempt de la segona planta. Tant el finestral de sortida com les dues finestres laterals d'aquesta planta són d'obertura esglaonada, decorades amb la mateixa rajola anterior. La façana està rematada per una cornisa motllurada sostinguda per mènsules i un plafó central esglaonat gravat amb la inscripció "J G 1926". L'edifici annex presenta dos portals i una finestra central d'obertura rectangular, amb decoració esglaonada a la part superior. Un dels portals està tapiat. La construcció està arrebossada i pintada.